# Плімутська колонія

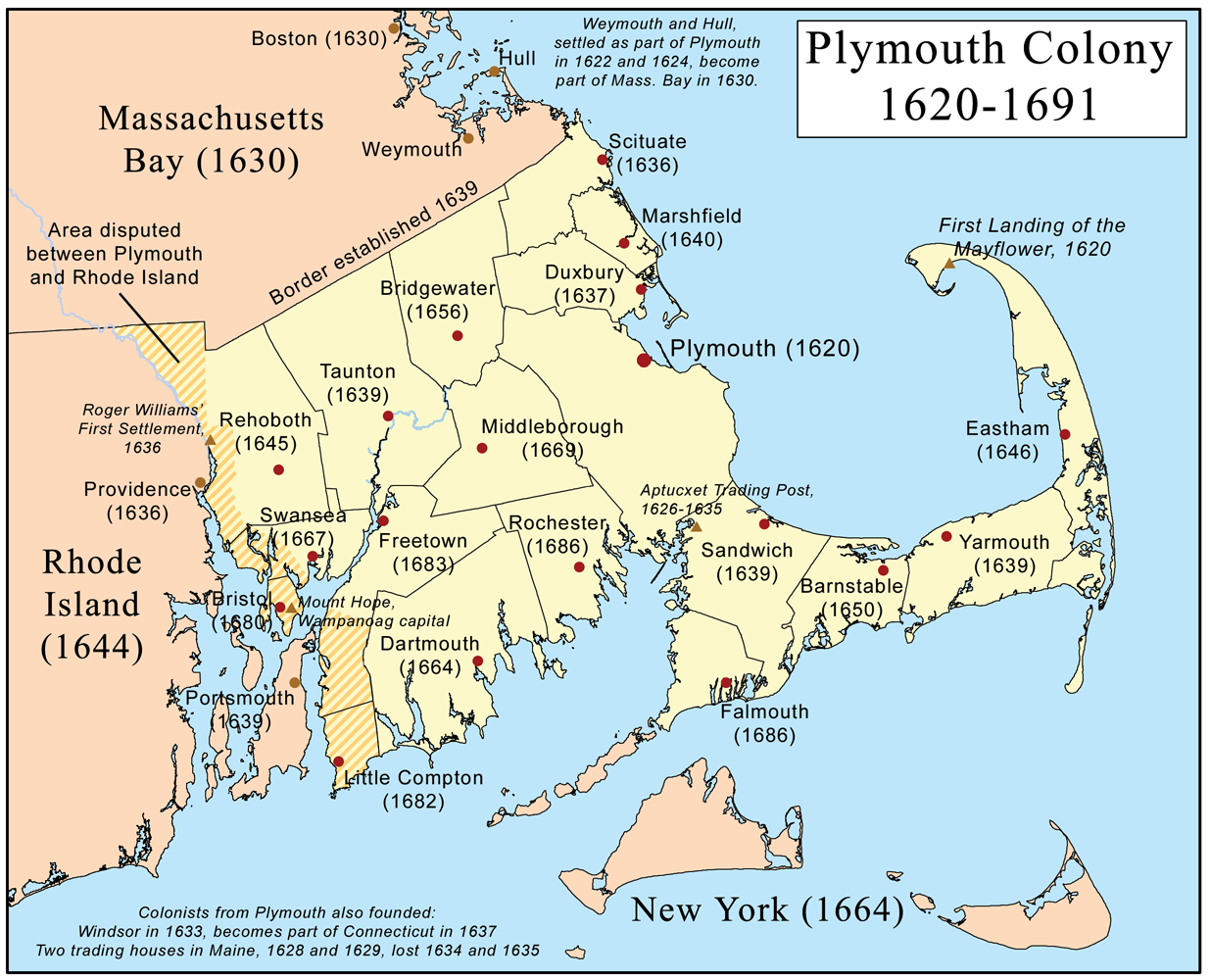
Карта Плімутської колонії.

41°57′27″ пн. ш. 70°39′45″ зх. д. / 41.9575° пн. ш. 70.6625° зх. д.
Плі́мутська коло́нія (англ. Plymouth Colony) — англійська колонія, що існувала з 1620 по 1699 рр. на південному сході сучасного штату Массачусетс. Поряд з Вірджинською колонією — найстаріше на території США поселення англійців (звідси друга назва — Стара колонія, «The Old Colony»).
Новий Плімут — зародок Старої колонії і перше велике поселення на території Нової Англії — був заснований в листопаді 1620 року прибулими на Кейп-Код на кораблі «Мейфлавер» «батьками-пілігримами», які тікали від переслідувань англійської влади. Місце, де виник Новий Плімут, раніше було досліджено капітаном Джоном Смітом.
Юридичним фундаментом колонії стала укладена на борту «Мейфлавера» угода. Бувши заснованою глибоко релігійними людьми, Плімутська колонія відрізнялася пуританськими поглядами і прихильністю традиціям. Деякі з них стали невід'ємною частиною американської культури. До числа таких належить звичай святкувати День подяки (вперше відзначений пілігримами в Новому Плімуті в 1621 році).
Крім внутрішніх незгод, головною небезпекою для колонії були індіанці. У 1635—1636 роках під час так званої пекотської війни колоністами були винищені індіанці племені пекоти; їхні села на березі річки Пекот спалені разом з мешканцями (див. Містична різня). У 1675—1676 роках Плімутська колонія стала ареною кровопролитного повстання індіанців під проводом Метакомета.
1691 року Плімутська колонія була об'єднана з колонією Массачусетської затоки і колонією Мен в провінцію Массачусетс.